# Sipylus typicus
Sipylus typicus är en insektsart som beskrevs av Kato 1928. Sipylus typicus ingår i släktet Sipylus och familjen hornstritar. Inga underarter finns listade i Catalogue of Life.